# Oporinia nigerrima
Oporinia nigerrima är en fjärilsart som beskrevs av Harris 1933. Oporinia nigerrima ingår i släktet Oporinia och familjen mätare. Inga underarter finns listade i Catalogue of Life.